# Rocío Madrid
Rocío Madrid Carmona (Málaga, 26 de mayo de 1978) es una presentadora de televisión y actriz española.

## Biografía
Tras finalizar sus estudios en el colegio Europa coincidiendo con su finalización de la carrera de danza, decidió estudiar la FP de jardín de infancia, la cual finalizó con 18 años y en esa edad tuvo que tomar la decisión de empezar a trabajar en lo que había estudiado o irse a Madrid para intentar hacer realidad su sueño, decantándose finalmente por esta última opción.
En 1996, ya en la capital de España, estudió en la escuela de arte dramático Metrópolis. Consiguió su primer trabajo como actriz en la serie Querido maestro, que protagonizaban Imanol Arias y Emma Suárez.
En el verano del 2001, en la fiesta anual que celebra Gestmusic, Toni Cruz, Josep Maria Mainat y Xavier Sardà le propusieron la oferta de formar parte del grupo de colaboradores del exitoso programa Crónicas marcianas de Telecinco, que finalmente aceptó. Formó parte de ese programa desde septiembre de 2001 hasta julio de 2005 —fecha en la que se dejó de emitir—.
En 2006 pasó a formar parte del reparto la serie Fuera de control de TVE, junto con Amparo Larrañaga, Joaquín Kremel, Loles León, Paulo Pires y Pedro Mari Sánchez, entre otros.
En los primeros meses de 2008, presentó junto a Carlos Lozano el programa ¿Qué apostamos? el cual fue emitido durante 13 semanas por los canales autonómicos: Telemadrid, Canal 9, Canal Sur, Castilla-La Mancha Televisión, Aragón Televisión, La 7 Región de Murcia y Canal Extremadura Televisión. Participó en la serie de Canal Sur Arrayán en la temporada 2006-2009 con el papel de Sandra. Entre 2009 y 2010, intervino en la serie de TVE Amar en tiempos revueltos, interpretando el personaje de Mariana Robledo.
En 2013 participa como concursante en el programa de telerrealidad de Cuatro, Expedición imposible.
En ese mismo año, actúa en un musical Marta tiene un marcapasos, con canciones del grupo pop Hombres G como banda sonora. En agosto de 2013, apareció en páginas interiores de la revista Interviú. En 2015 interpreta el papel de María del Mar en el espectáculo burlesco The Hole 2 en una gira por varias ciudades españolas.
En octubre de 2019 se anuncia que será concursante de la octava edición de Tu cara me suena. Además, comenzó a colaborar en el programa de la misma cadena Me resbala y a presentar Esto es lo que hay en Canal Sur, los sábados a las 18:55 y los domingos a las 19:05.

## Filmografía

### Cine
| Año  | Título            | Personaje | Director       | Notas        |
| ---- | ----------------- | --------- | -------------- | ------------ |
| 2001 | La cruda realidad | Rocío     | Ezekiel Montes | Cortometraje |

### Series de televisión
| Año       | Título                    | Cadena    | Personaje       | Notas                                 |
| --------- | ------------------------- | --------- | --------------- | ------------------------------------- |
| 1998      | Compañeros                | Antena 3  | Silvia          | Episodio: «No se puede ganar en todo» |
| 1998      | Querido maestro           | Telecinco | Rocío           | Elenco secundario; 8 episodios        |
| 2004      | 7 vidas                   | Telecinco | Paula           | Episodio: «Esplendor en casa de Sole» |
| 2006      | Fuera de control          | La 1      | Fanny           | Elenco principal; 13 episodios        |
| 2006-2009 | Arrayán                   | Canal Sur | Sandra Planell  | Elenco principal; 825 episodios       |
| 2009-2010 | Amar en tiempos revueltos | La 1      | Mariana Robledo | Elenco principal; 170 episodios       |
| 2016      | Centro médico             | La 1      | Diana           | Episodio: «19/10/2016»                |
| 2017      | El Ministerio del Tiempo  | La 1      | Encarna         | Episodio: «Tiempo de esplendor»       |
| 2022      | Desconocidas              | Canal Sur | Estrella        | Elenco principal; 13 episodios        |

### Programas de televisión
| Año        | Título                             | Cadena    | Rol                         |
| ---------- | ---------------------------------- | --------- | --------------------------- |
| 2001-2003  | Operación Triunfo                  | La 1      | Reportera                   |
| 2001-2005  | Crónicas marcianas                 | Telecinco | Colaboradora                |
| 2005       | Gala Miss España 2005              | Telecinco | Jurado                      |
| 2008       | ¿Qué apostamos?                    | FORTA     | Presentadora                |
| 2013       | Expedición imposible               | Cuatro    | Concursante - 7.ª expulsada |
| 2013       | Tu cara más solidaria 2            | Antena 3  | Concursante                 |
| 2017       | Me lo dices o me lo cantas         | Telecinco | Concursante                 |
| 2017; 2020 | Ilustres ignorantes                | #0        | Invitada                    |
| 2019       | Adivina qué hago esta noche        | Cuatro    | Invitada                    |
| 2020       | Tierra de 2021                     | Canal Sur | Copresentadora              |
| 2020-2021  | Tu cara me suena                   | Antena 3  | Concursante - 5.ª finalista |
| 2020-2021  | Me resbala                         | Antena 3  | Colaboradora                |
| 2020-2021  | Esto es lo que hay                 | Canal Sur | Presentadora                |
| 2022       | Esta noche gano yo                 | Telecinco | Concursante - 3.er lugar    |
| 2023       | Crónicas marcianas: el reencuentro | Telecinco | Invitada                    |
| 2024       | Supervivientes                     | Telecinco | Concursante - 1.ª expulsada |

### Musicales
| Año       | Título                     | Personaje     |
| --------- | -------------------------- | ------------- |
| 2013      | Marta tiene un marcapasos  | Estrella      |
| 2015-2016 | The Hole 2                 | María del Mar |
| 2020-2025 | Lo nuestro estaba cantado  | Daniela       |
| 2021-2023 | Los monólogos de la vagina | Ella misma    |

## Vida familiar
El 25 de junio de 2005 contrajo matrimonio con el exjugador de fútbol del Espanyol, Ángel Morales Cuerva, en Málaga. En enero de 2007 se convirtió en madre al nacer su hija Candela. En junio de 2011, nació su segunda hija Triana.